# Cremnosterna carissima
Cremnosterna carissima là một loài bọ cánh cứng trong họ Cerambycidae.